# Thimotée Robart
Thimotée Robart (* 1997/1998) ist ein französischer Filmschauspieler und Tonassistent.

## Leben
Robart ist der Sohn der Schweizer Schauspielerin Vanessa Larré und des französischen Schauspielers und Regisseurs Jérôme Robart. Er wuchs in Paris auf und stand bereits im Kindesalter vor der Kamera: Im 2004 erschienenen Kurzfilm Promis juré spielte er an der Seite seiner Mutter Vanessa Larré den 5-jährigen Lucas, dem sein großer Bruder Samuel über eine Gutenachtgeschichte den plötzlichen Tod des Vaters beizubringen versucht. Robart wollte ursprünglich nicht Schauspieler werden, studierte nach dem Baccalauréat zwei Jahre lang und erlangte das Brevet de technicien supérieur (BTS) audiovisuel. Anschließend arbeitete er als Tonassistent beim Fernsehen.
Eher zufällig sprach er für den Spielfilm Der flüssige Spiegel vor, da der Castingdirektor ihn von einem früheren Casting her kannte und zum Vorsprechen einlud. Robart wurde in der Hauptrolle des Geistes Juste besetzt und erhielt für seine Darstellung eine Nominierung für den Prix Lumière als Bester Nachwuchsdarsteller. Der Film wurde unter anderem mit dem Prix Jean Vigo ausgezeichnet. Neben dem Schauspiel arbeitete Robart weiterhin als Tonassistent und war so unter anderem an den Serien Laetitia (2019/20) und Luther (französische Adaption der britischen Serie, 2021) beteiligt. Nach eigenen Aussagen geht Robart nur drei Mal im Jahr zu Castings. Eines der ersten Castings, zu dem er nach seiner Arbeit an Der flüssige Spiegel ging, war das zum Film Die Magnetischen von Vincent Maël Cardona. Er setzte sich gegen zahlreiche Mitbewerber durch und spielte im Film die Hauptrolle des jungen Philippe Bichon, der mit seinem Bruder Anfang der 1980er-Jahre einen Piratensender betreibt. Für seine Darstellung gewann Robart 2022 den Prix Lumiére als Bester Nachwuchsdarsteller und wurde für einen César als Bester Nachwuchsdarsteller nominiert.

## Filmografie
- 2004: Promis juré (Kurzfilm)
- 2019: Der flüssige Spiegel (Vif-argent)
- 2019: L’indifférence du temps (Kurzfilm)
- 2021: Die Magnetischen (Les magnétiques)

## Auszeichnungen
- 2020: Nominierung Prix Lumière, Bester Nachwuchsdarsteller, für Der flüssige Spiegel
- 2022: Prix Lumière, Bester Nachwuchsdarsteller, für Die Magnetischen
- 2022: César-Nominierung, Bester Nachwuchsdarsteller, für Die Magnetischen